# Cyclolabus alpinus
Cyclolabus alpinus là một loài tò vò trong họ Ichneumonidae.